# São Clemente de Sande
São Clemente de Sande ist ein Ort und eine ehemalige Gemeinde (Freguesia) im Norden Portugals.
São Clemente de Sande gehört zum Kreis Guimarães im Distrikt Braga. Die Gemeinde hatte eine Fläche von 4,9 km² und 1695 Einwohner (Stand 30. Juni 2011). Die Gemeinde ist nur gering urbanisiert.

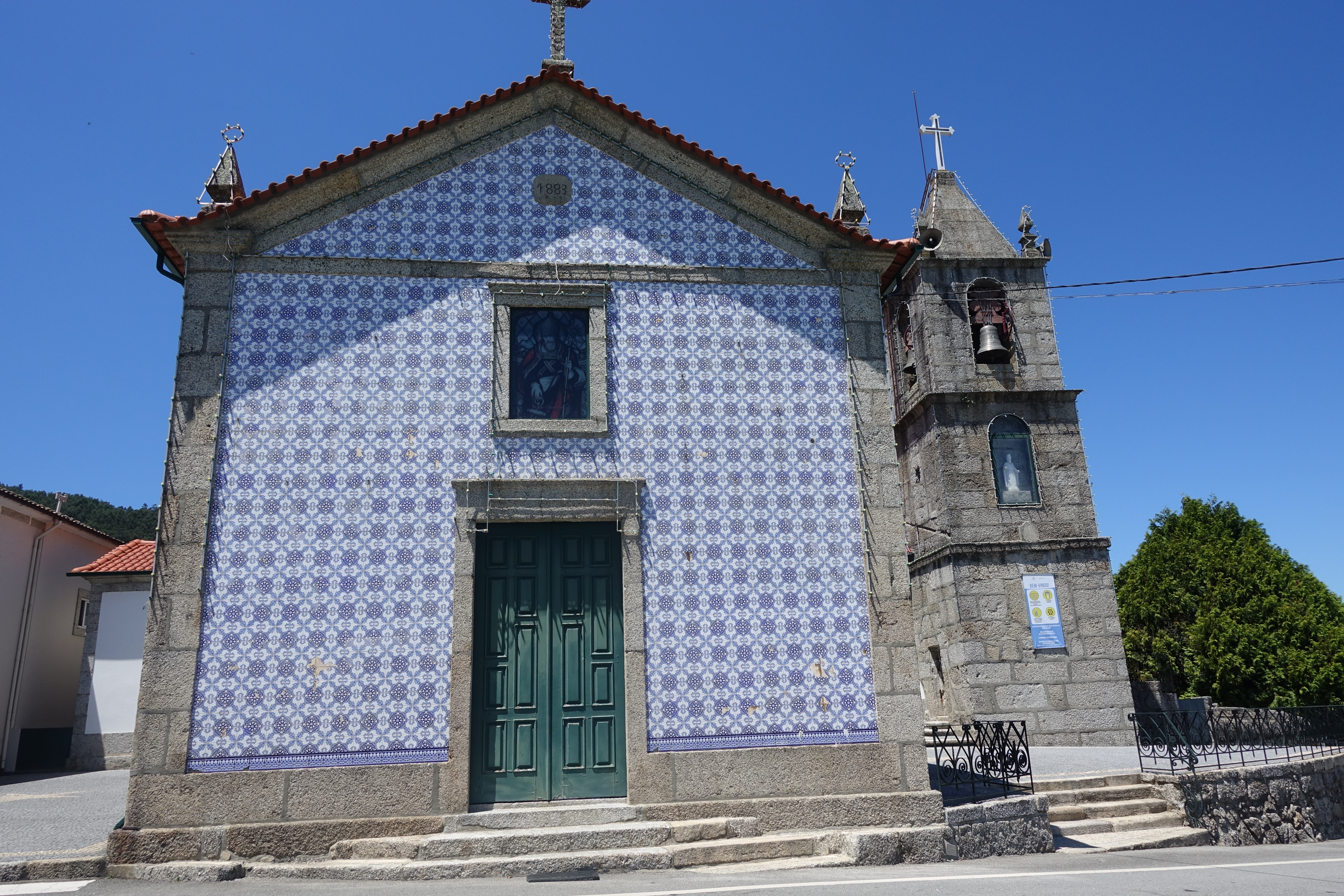
Pfarrkirche von São Clemente de Sande

Am 29. September 2013 wurden die Gemeinden Sande (São Clemente) und Sande (Vila Nova) zur neuen Gemeinde União das Freguesias de Sande Vila Nova e Sande São Clemente zusammengeschlossen.